# Dolphin (эмулятор)
Dolphin — открытый эмулятор консолей Wii, GameCube и игровых автоматов Triforce, разработанный для операционных систем Microsoft Windows, Linux и macOS. Является первым эмулятором, способным запускать коммерческие игры, выпущенные для платформ GameCube и Wii. Название эмулятора является отсылкой к кодовому имени консоли GameCube — Nintendo Dolphin.

## История

### 2003—2007
Dolphin был впервые выпущен в 2003 г. как экспериментальный эмулятор Nintendo Gamecube, позволяющий запускать и выполнять коммерческие игры. Однако, у него были проблемы с производительностью, на многих играх происходили аварийные завершения эмулятора, некоторые игры вообще не загружались. Изображение обновлялось со скоростью от 2 до 20 кадров в секунду. Эмуляция звука отсутствовала.
В 2004 г. разработчики выпустили финальную версию 1.01, и была официально прекращена разработка Dolphin. Но в 2005 г. разработчики решили восстановить проект, затем в 2007 г. была выпущена версия 1.03 с незначительными исправлениями и с ограниченной поддержкой звука.

### 2007—2010
Dolphin стал проектом с открытым исходным кодом 13 июля 2008, когда разработчики опубликовали исходный код на Google Code под GPLv2. В это время была реализована эмуляция Wii. После открытия исходного кода множество разработчиков присоединилось к проекту.
К апрелю 2009 в большинство коммерческих Gamecube и Wii игр можно было полноценно играть с несколькими незначительными проблемами. При этом многие игры работали отлично. Благодаря множеству исправлений, скорость эмуляции улучшилась настолько существенно, что скорость выполнения игр на некоторых персональных компьютерах стала выше, чем на самих консолях Gamecube и Wii. Существенно улучшилась эмуляция звука. Графика почти полностью соответствовала оригинальной на консолях. В конце 2009 было включено множество новых полезных функций в эмулятор. Например, автоматический пропуск кадров, увеличивающий производительность и стабильность эмулятора. Также была улучшена функция сетевой игры, позволяющая пользователям играть в игры GameCube и Wii с друзьями в онлайне. Был переделан графический интерфейс Dolphin. Плагин DirectX после большого развития стал быстрее, чем ранее используемый плагин OpenGL.
К концу ноября 2010 разработчики устранили многие звуковые проблемы, добавлена совместимость с большим количеством игр, увеличена скорость и точность эмуляции.

## Возможности
Промежуточные версии эмулятора могут иметь различные улучшения, исправления и экспериментальные возможности, которые со временем будут включены в стабильные официальные версии. Группа разработки эмулятора открыта для предложений и просьб сообщества, которые оно желает видеть в программе. Эмулятор обладает следующими возможностями. Это открытый список, который может содержать не все новые функции, включённые в последние версии.
- Поддержка Action Replay, GeckoCodes и патчей
- Поддержка подключения нескольких контроллеров. Среди поддерживаемых геймпад Xbox 360, контроллеры от Logitech, а также функции iController[11] на «взломанном» iPhone.
- Экспериментальная поддержка NetPlay
- Экранное сглаживание и анизотропная фильтрация
- Поддержка сохранения состояний
- Менеджер карты памяти (англ. Memory Card Manager), то есть поддержка экспорта/импорта файлов из виртуальной карты памяти GameCube
- Поддержка реального Wii Remote и его эмуляция (возможно использование MotionPlus в играх, требующих его наличие, но существуют версии эмулятора, способные его эмулировать)
- Поддержка расширений Wii Remote (Nunchuk, классический контроллер, Guitar, Drums, Turntable)
- DSP HLE и LLE: высокоуровневая эмуляция (HLE) быстрее, но обладает неточностями. LLE и эмуляция звука воспроизводят оригинальное звучание, что снижает производительность эмуляции и требует наличие файла с образом ПЗУ оригинальной приставки.
- Поддержка WAD (загружаемых игр), использующая в основном для WiiWare, Virtual Console и т. п.
- Поддержка эмуляции homebrew (разработанного пользователями контента) и XFB
- Поддержка текстур высокого разрешения, Texture Dumper и свободного взгляда (англ. Free Look)
- Поддержка пропуска кадров («ускорения игры»)
- Набор средств для поддержки инструментальных скоростных прохождений
- Поддержка пиксельных шейдеров для пост-обработки
- Поддержка ускорения обработки текстур посредством OpenCL
- Поддержка принудительного перевода игр в широкоформатный режим, если игра его не поддерживает. Однако, в результате применения возможно появление графических артефактов в некоторых играх, особенно данный эффект проявляется в игре Super Mario Sunshine.

### Поддержка высокого разрешения
Dolphin, как и другие современные эмуляторы, поддерживает установку произвольного разрешения, несмотря на то, что GameCube и Wii поддерживают только 480p. Введение этой возможности вызвало большую поддержку среди сообщества игроков и было популяризовано на многих тематических сайтах. Это было воспринято как выход за рамки ограничений, наложенных самой игровой системой.

## Системные требования
Персональный компьютер
Минимальные требования к системе для запуска Dolphin:
- Процессор с поддержкой SSE2
- Графический процессор с поддержкой пиксельных шейдеров 3.0
- 2 Гб ОЗУ
- ОС не ниже: Windows 8 или OS X 10.10 или Linux

Наилучшую производительность Dolphin показывает на системе, процессор которой работает на частот 2,6 ГГц и выше, графический ускоритель которой поддерживает последние версии API DirectX, OpenGL и OpenCL. Важно отметить, что Dolphin использует не более трёх процессорных ядер, так как это двухпоточное приложение, которое может использовать третье ядро для низкоуровневой DSP обработки. Лучшие результаты можно получить, используя видеокарты, основанные на чипсетах Nvidia или AMD. Ввиду недостаточной производительности использование интегрированных видеоадаптеров (например, семейства Intel HD) не рекомендуется. Dolphin способен работать с клавиатурой, мышью, различными джойстиками и геймпадами, Wii Remote, а также микрофоном.
Производительность Dolphin зависит от используемой операционной системы, показывая наилучшие результаты на Windows. Также разнится количество доступных API: так при запуске на MacOS доступен только OpenGL, тогда как при запуске на Windows дополнительно доступен DirectX 11. Также некоторые функции (например, «свободный взгляд» Free Look) на некоторых системах работают некорректно или ввиду особенностей систем или ввиду программных недоработок. Можно считать типичной ситуацией, когда одна и та же игра, будучи запущенной на Windows, в целом работает лучше, чем та же игра на той же машине в случае одновременной установки нескольких операционных систем.
Android
- Android 5.0 64 bit и новее (Поддерживается 32-х битная система Android до версии эмулятора 0,14)
- 64 bit процессор (32 битная архитектура не поддерживается)
- Графический процессор с поддержкой Open GL 3.0[14]

## Реакция
Dolphin был встречен с воодушевлением многими независимыми игровыми сайтами. Сайты Eurogamer и 1UP.com выразили одобрение по поводу включения в эмулятор поддержки режимов высокого разрешения. Также похвалы удосужился широкий перечень совместимых игр и включение в эмулятор помимо двух консолей ещё и поддержки аркадного автомата Triforce. Dolphin удостоился хорошей реакций также по причине, что на сегодняшний день это единственный достаточно точный эмулятор игровой приставки седьмого поколения.